# Agresor
Agresor (łac. aggressor od ad 'do', gradior 'iść' i -(t)or 'sprawca czynności') – napastnik; państwo działające lub posługujące się metodami agresji. Z punktu widzenia prawa międzynarodowego agresorem jest państwo, które pierwsze:
- wypowie wojnę innemu państwu;
- wtargnie przy użyciu sił zbrojnych na terytorium innego państwa, nawet bez wypowiedzenia wojny;
- zbombarduje przy użyciu sił lądowych, lotniczych lub morskich terytorium innego kraju;
- zastosuje blokadę morską wybrzeża lub portów innego kraju;
- udzieli poparcia uzbrojonym grupom, które zostały zorganizowane na terytorium jego kraju i dokonują napadów na terytorium innego państwa[2];

Agresorem nie jest państwo napadnięte, które w swej obronie odpowie akcją zbrojną oraz państwo przychodzące z pomocą ofierze agresji, nawet jeśli nie zostało samo napadnięte (por. casus foederis).